# Steganotaenia
Steganotaenia là một chi thực vật có hoa thuộc họ Apiaceae.
Chi này có các loài sau:
- Steganotaenia commiphoroides
- Steganotaenia araliacea